# Heinrich Steinfest
Heinrich Steinfest (Albury, 1961. április 10.–) osztrák író, képzőművész.

## Élete
Ausztráliában született, de Bécsben nőtt fel, ahol szabadfoglalkozású művészként tevékenykedett. Ma Stuttgartban él. A kilencvenes évek közepén főleg szürrealista vagy sci-fi elbeszéléseket írt. 1996-ban jelent meg első krimiregénye, Das Ein-Mann-Komplott. Esszéit közölte a Stuttgarter Zeitung, a Kontext:Wochenzeitung, a Merian Stuttgart. Steinfest a közélet iránti elkötelezettségéről is híres. A Stuttgart 21 ellenzőinek csoportjához tartozik, a tiltakozó megmozdulásokon beszédeket tartott. 

## A Wikipédia az irodalomban
A Stuttgart 21-hez kapcsolódó Wo die Löwen weinen című politikai krimiregényében Rosenblüt felügyelőt a német nyelvű Wikipédiában talált adatok segítik a nyomozásban. 

## Díjak
- 1999: 6. Würth-Literatur-Preis (megosztva)[1]
- 2000: Kunststiftung Baden-Württemberg Irodalmi Ösztöndíja
- 2004: Deutscher Krimi Preis (3. helyezés)
- 2006: Deutscher Krimi Preis (2. helyezés)
- 2006: 2005 legjobb krimije (7. helyezés a Die Zeit és a Die Welt közös listáján)
- 2008: Deutscher Krimi Preis (2. helyezés)
- 2008: 2007 legjobb krimije( 5. helyezés a Die Zeit és a Die Welt közös listáján)
- 2009: Deutscher Krimi Preis (3. helyezés)
- 2009: 2008 legjobb krimije (3. helyezés a Die Zeit és a Die Welt közös listáján)
- 2010: Stuttgarter Krimipreis
- 2010: Heimito von Doderer Irodalmi Díj
- 2016: Bajor Könyvdíj

## Művei

### Markus Cheng sorozat
- Cheng: rabenschwarzer Roman um einen Wiener Chinesen (1999)
- Ein sturer Hund (2003)
- Ein dickes Fell (2006)
- Batmans Schönheit: Chengs letzter Fall (2010)

#### További krimiregények
- Das Ein-Mann-Komplott (1996)
- Der Nachmittag des Pornographen (1997)
- To(r)tengräber (2000)
- Der Mann, der den Flug der Kugel kreuzte (2001)
- Nervöse Fische (2004) (Idegen halak)
- Der Umfang der Hölle (2005)
- Die feine Nase der Lilli Steinbeck (2007)
- Mariaschwarz (2008)
- Gewitter über Pluto (2009)
- Wo die Löwen weinen (2011)
- Die Haischwimmerin (2011)
- Das Leben und Sterben der Flugzeuge (2016)
- Die Büglerin (2018)

### Egyéb írások
- Brunswiks Lösung: von Engeln, Nachtwächtern und anderen Sterblichen (Elbeszélés) (1995)
- Gebrauchsanweisung für Österreich (Szakkönyv) (2008)
- Randzeichnungen. Nebenwege des Schreibens (2010)
- Das himmlische Kind (2012)
- Der Allesforscher (2014)
- Der Nibelungen Untergang (2014)
- Das grüne Rollo (2015)

## Magyar nyelven kiadott regénye
- Ideges halak, Szó Kiadó, 2009. ISBN 9789639870154[2]